# Sargus linearis
Sargus linearis är en tvåvingeart som beskrevs av Walker 1854. Sargus linearis ingår i släktet Sargus och familjen vapenflugor. Inga underarter finns listade i Catalogue of Life.